# Park Narodowy „Polesie Orłowskie”
Park Narodowy „Polesie Orłowskie” (ros. Национальный парк «Орловское Полесье») – rosyjski park narodowy położony na obszarze rejonu chotynieckiego i rejonu znamieńskiego w północno-zachodniej części obwodu orłowskiego. Park narodowy został założony w dniu 9 stycznia 1994 roku, za sprawą uchwały rządu Federacji Rosyjskiej Nr. 6 z tegoż dnia w sprawie „W celu zachowania unikalnych kompleksów naturalnych i ich wykorzystania w celu ochrony środowiska, rekreacyjnych, edukacyjnych i naukowych”, a także z osobistej inicjatywy ówczesnego gubernatora obwodu orłowskiego Jegora Strojewa

## Fizjografia terenu

Jeden z przedstawicieli populacji żubra i dziki, żyjące w parku

Całkowita powierzchnia parku wynosi 777 km², położony jest on na terenie Niziny Wschodnioeuropejskiej, obejmuje pagórkowaty teren położony na wysokości od 200 do 259 m n.p.m., o bogatej rzeźbie terenu wyróżniającej się licznymi rozgałęziającymi się jarami, wąwozami i dolinami rzecznymi. Teren ten leży w zlewni rzeki Oki, przez jego obszar przepływa rzeka Vytebet, będąca prawym dopływem rzeki Żyzdry, która uchodzi do Oki. Na ukształtowanie terenu parku wpływają w znacznej mierze cechy geomorfologiczne terenu, luźne gleby piaszczyste, piaski sandrowe, występują tutaj również gleby bielicoziemne. Park cechuje się klimatem umiarkowanym kontynentalnym z równym napływem kontynentalnych mas powietrza, wraz z masami znad Atlantyku. Miejscowy klimat cechuje się mroźnymi zimami i ciepłymi latami ze średnimi rocznymi opadami deszczu na poziomie 570–580 mm, przez co okres wegetacyjny roślin utrzymuje się w granicach od 175-185 dni.

## Flora i fauna
Teren parku narodowego Polesie Orłowskie zdominowany jest przez lasy mieszane, w ich składzie w różnych kombinacjach dominuje sosna zwyczajna, świerk pospolity, lipa drobnolistna, dąb szypułkowy, jesion wyniosły i różne klony (Acer), na niewielkich połaciach leśnych występuje również brzoza brodawkowata i olsza czarna. W mniejszym stopniu występuje roślinność świerczyny borealnej o charakterze typowym dla tajgi. Na jego obszarze rośnie ponad 900 gatunków (według władz parku 914) roślin naczyniowych, chociaż jego obszar nie został jeszcze w pełni zbadany. Ze wszystkich okazów roślinnych występujących na terenie parku około 130 gatunków to według Czerwonej księgi gatunków zagrożonych w Rosji i Czerwonej Księgi regionu orłowskiego gatunki rzadkie i zagrożone wymarciem. Do gatunków tych zalicza się m.in.: kukułka bzowa, sasanka otwarta, kosaciec syberyjski, lilia złotogłów, czosnek niedźwiedzi czy też szachownica kostkowata.
Fauna parku narodowego reprezentowana jest przez około 271 gatunków kręgowców, przy czym najliczniejszą gromadę zwierząt stanowią ptaki, reprezentowane przez 177 gatunków. Na terenie chronionym mieszka również około 49 gatunków ssaków, 26 gat. ryb, 11 gat. płazów i 7 gat. gadów. Spośród zwierząt zamieszkujących tereny parku należy wymienić wśród ssaków gatunki takie jak: żubry (Bison bonasus) – będący na terytorium pod całkowitą ochroną, a liczący na obszarze parku 287 sztuk, bobaki (Marmota bobak), łosie (Alces alces), borowce olbrzymie (Nyctalus lasiopterus), wychuchole ukraińskie (Desmana moschata) itp. Wśród gromady ptaków należy wyróżnić m.in.: bączka zwyczajnego (Ixobrychus minutus), bociana czarnego (Ciconia nigra), głuszca zwyczajnego (Tetrao urogallus), czaplę białą (Ardea alba), gadożera zwyczajnego (Circaetus gallicus), dzięcioła czarnego (Dryocopus martius), srokosza (Lanius excubitor), pliszkę cytrynową (Motacilla citreola) i wiele innych. Do grona płazów, gadów, ryb i owadów występujących w parku należą m.in.: żółw błotny (Emys orbicularis), żmija zygzakowata (Vipera berus), traszka grzebieniasta (Triturus cristatus), niepylak mnemozyna (Parnassius mnemosyne), paź królowej (Papilio machaon), jelonek rogacz (Lucanus cervus).